# 東恩納寛惇
東恩納 寛惇（ひがおんな かんじゅん、1882年10月14日 - 1963年1月24日）は、沖縄の歴史学者・郷土史家・沖縄史家。東京帝国大学卒業。旧制府立高等学校、法政大学、拓殖大学各教授、拓殖大学図書館長、拓殖大学第一高等学校四代校長。沖縄県那覇出身。

## 経歴
1882年10月14日、新参慎氏の父東恩納寛裕母真呉勢の四男として沖縄県那覇東町に生まれる。沖縄県中学校（現・沖縄県立首里高等学校）、第五高等学校文科（現・熊本大学）を経て、1908年に東京帝国大学文科大学史学科卒業。東京府立一中教諭、高千穂高等商業学校（現高千穂大学）教員、府立高等学校や法政大学、拓殖大学等の教授を務めた。死後、琉球新報社によって「東恩納寛惇賞」が創設された。
主に『歴代宝案』を研究し、多くの著書を残した。その多くは沖縄県立図書館に寄贈され、「東恩納寛惇文庫」として保存されている。沖縄戦で沖縄史関係資料が焼失散逸したため、1951年頃から寛惇が集めた蔵書が研究史上、注目されるようになった。

## 年譜
- 1882年10月14日 - 東恩納寛裕の四男として沖縄県那覇東町に生まれる。
- 1900年 - 沖縄県中学校卒業
- 1905年 - 第五高等学校文科卒業
- 1908年 - 東京帝国大学文科大学史学科卒業
- 1913年 - 明正塾の初代寮監となる。
- 1941年 - 『黎明期の海外交通史』、『南島論攷』、『南島風土記』を著す。
- 1958年 - 沖縄タイムス出版文化賞を受賞。
- 1963年1月24日 - 83歳で死去[1]。

## 逸話

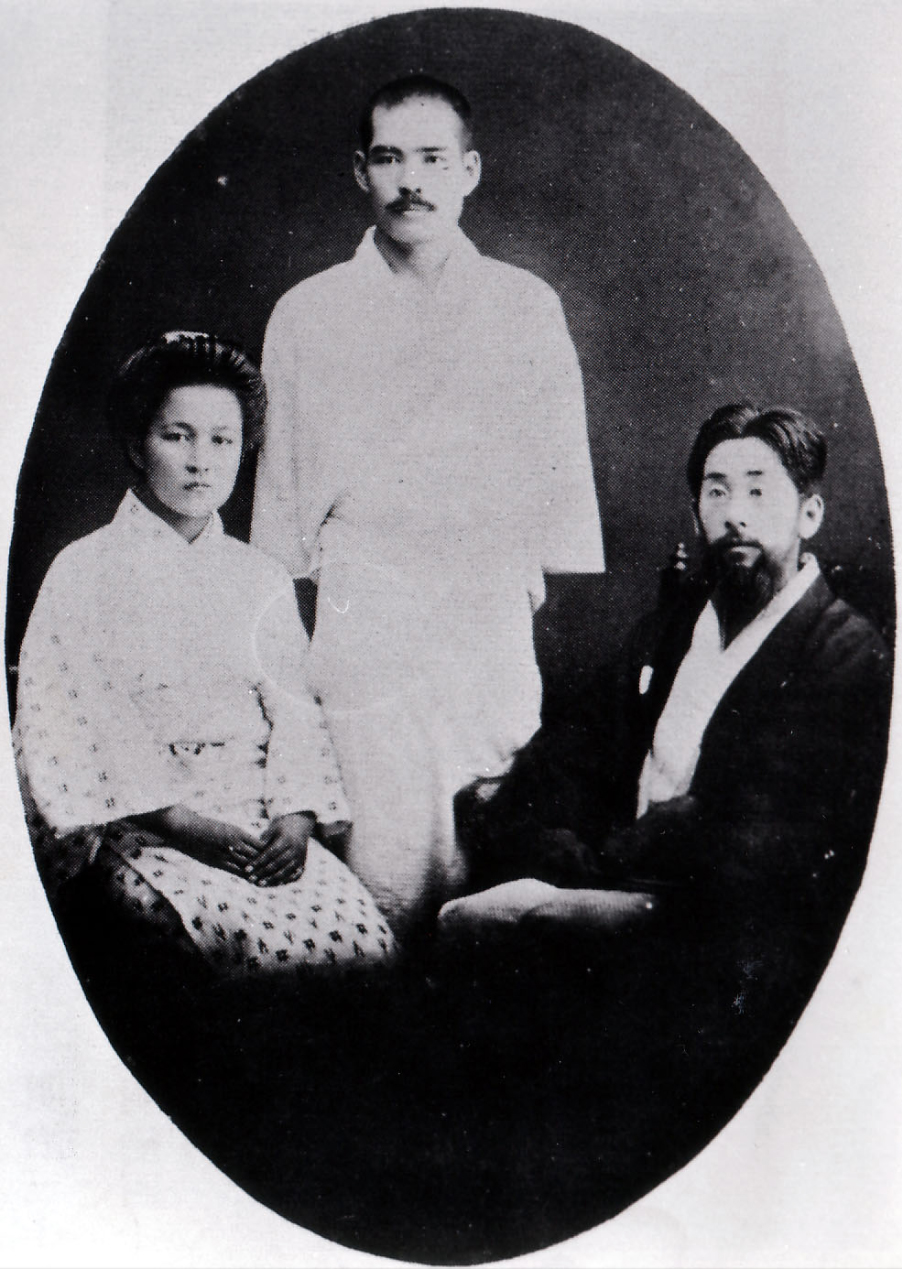
東恩納寛惇夫妻（左の2人）と伊波普猷（右）

- 最後の琉球国王尚泰の孫である尚昌の子女たちの名付け親である。
- 友人の伊波普猷を「彼ほど沖縄を愛した人はいない」と表現している。
- 同郷の徳田球一の告別式で弔辞を述べている。

## 主な著書

### 単書
- 『尚泰侯実録』櫛引成太、1924年。
  - 『尚泰侯実録』原書房〈明治百年史叢書〉、1971年。
- 『琉球人名考』郷土研究社〈炉辺叢書 26〉、1925年。
  - 『琉球人名考』名著出版〈炉辺叢書 26〉、1977年。
- 『維新前後の琉球』弘道閣〈維新史研究会講演集 第1輯〉、1926年。
- 『庶民教科書としての六諭衍義』国民教育社、1932年。
- 『黎明期の海外交通史』帝国教育会出版部、1941年。
- 『泰ビルマ印度』講談社、1941年。
- 『南島論攷』実業之日本社、1941年。
- 『南島風土記 : 沖繩・奄美大島地名辞典』沖繩文化協会、1950年。
  - 『南島風土記 : 沖繩・奄美大島地名辞典』（再版）沖縄郷土文化研究会、1964年。
  - 『南島風土記 : 沖繩・奄美大島地名辞典』（三版）沖縄郷土文化研究会、南島文化資料研究室、1974年。
- 『南島通貨志』。
- 『羽地仕置 : 校註』興南社、1952年。
- 『琉球の歴史』至文堂〈日本歴史新書〉、1957年。
- 『沖縄渉外史』南方同胞援護会、1957年。
- 『概説沖縄史』南方同胞援護会、1957年。
  - 『概説沖縄史』（新版）南方同胞援護会、1967年。
- 『泡盛雑考』。

### 全集
- 『東恩納寛惇全集』全10巻・別巻1、琉球新報社編、第一書房

### 共著・校閲
- 山入端つる 著、東恩納寛惇 校閲『三味線放浪記』ニライ社、1996年。ISBN 9784931314245。
  - 山入端つる 著、東恩納寛惇 校閲『三味線放浪記』ボーダーインク、2021年。ISBN 9784899824114。
- 『琉球史料叢書』（伊波普猷と横山重との共著）

## 関連人物
- 伊波普猷
- 神山政良
- 徳田球一
- 東恩納寛裕